# Vladimír Haering
Vladimír Haering (24. června 1882 Benešov – 6. listopadu 1942 Hameln, Německá říše) byl český vojenský lékař, legionář a odbojář. V letech 1916 až 1920 sloužil v ruských legiích. V roce 1940 byl zatčen za své odbojové aktivity a později odsouzen k šesti letům vězení. Kruté podmínky během věznění v Německu jej připravily o život již v listopadu 1942 ve věku 60 let.

## Život
Narodil se do rodiny lékaře a budoucího starosty Benešova, taktéž Vladimíra Haeringa (1850–1900, starostou Benešova od r. 1893). Po předčasné smrti otce v roce 1900 se s matkou a bratrem odstěhovali do Prahy a zahájil zde studium medicíny. Po absolutoriu pracoval jako sekundář na chirurgickém oddělení vinohradské nemocnice.
V roce 1908 sloužil půl roku jako dobrovolník u tyrolského pluku císařských myslivců v Innsbrucku a půl roku jako podporučík zdravotnictva v Praze.
Za první balkánské války v roce 1912 si jej Rudolf Jedlička vybral jako spolupracovníka do skupiny lékařů, se kterou vyrazil pomáhat zraněným do Srbska. Haering pracoval v bělehradské nemocnici od 1. listopadu 1912 do května 1913 a za svou činnost získal Řád svatého Sávy.
Před 1. světovou válkou byl jmenován primářem chirurgie ve Slezské Ostravě. V květnu 1914 absolvoval cvičení v Sarajevu. Na přelomu srpna a září 1914 se dostal do ruského zajetí (podle výkazu 29. srpna, podle své výpovědi 9. září).
V květnu 1917 vstoupil do legií a byl zařazen jako lékař k 3. střeleckému pluku. Ošetřoval raněné z bitvy u Zborova. Ošetřovnu 3. pluku po všech stránkách vybavil a proměnil ji v dobře fungující lazaret, při kterém založil školu pro zdravotnické poddůstojníky. V lednu 1918 byl jmenován hlavním lazaretním lékařem. V únoru 1918 nechal přeložil lazaret do vojenského vlaku, který se pak v Čeljabinsku stal základem Československé nemocnice s 800 lůžky. Haering byl do srpna 1918 pověřen jejím vedením, pak byl povolán do hlavního štábu legií. Dne 18. ledna 1919 byl jmenován hlavním lékařem československého vojska na Rusi.
V dubnu 1920 odjel do Japonska, v červnu téhož roku se vrátil do Čech. Podílel se mj. na organizaci Československého červeného kříže (ČSČK). Spolupracoval tak s jeho první předsedkyní, dcerou prezidenta Masaryka, Alicí Masarykovou.
V roce 1921 se oženil s Helenou Kreisingerovou. Angažoval se v mnoha funkcích, za své působení obdržel řadu vyznamenání. Když v listopadu 1938 rezignovala na svou funkci v ČSČK Alice Masaryková, ujal se předsednictví právě Haering.
Spolupracoval s odbojovou organizací Obrana národa a podporoval rodiny vězněných vlastenců. V únoru 1940 byl zatčen poté, co byla jeho činnost odhalena. Nejdříve byl vězněn na Pankráci, od ledna 1941 ve věznici Gollnov u Štětína a v závěru téhož roku byl převezen do Berlína. Dne 13. ledna 1942 byl německým lidovým soudem odsouzen k šesti letům vězení a ztrátě občanských i akademických práv. Poté byl vězněn ve městě Hameln, kde vinou těžké práce, hladovění a slabého oblečení v mrazech nepřežil ani rok.
Zemřel 6. listopadu 1942 ve věku 60 let. Jeho tělo bylo vydáno jeho manželce, která jej nechala pohřbít do rodinné hrobky v Benešově.

## Vyznamenání
| Řád svatého Sávy – IV. třída                                | Řád svatého Sávy, IV. třída                                 |
| Medaile Červeného kříže, stříbrná                           | Medaile Červeného kříže, stříbrná                           |
| Řád sv. Stanislava, III. třída s meči a mašlí               | Řád sv. Stanislava , III. třída s meči a mašlí              |
| Řád sokola, s meči                                          | Řád sokola , s meči                                         |
| Československý válečný kříž 1914–1918                       | Československý válečný kříž 1914–1918                       |
| Československá revoluční medaile                            | Československá revoluční medaile                            |
| Československá medaile Vítězství                            | Československá medaile Vítězství                            |
| Croix de guerre                                             | Válečný kříž                                                |
| Vyznamenání Lotyšského červeného kříže, I. třída (Kříž cti) | Vyznamenání Lotyšského červeného kříže, I. třída (Kříž cti) |